# シトロエン・DS

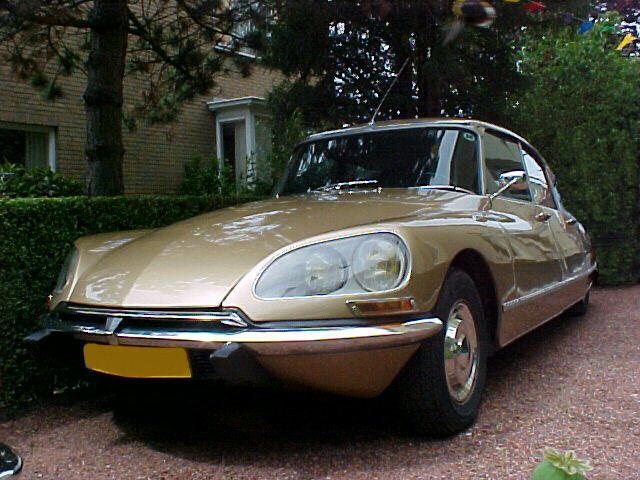
DS21 パラス

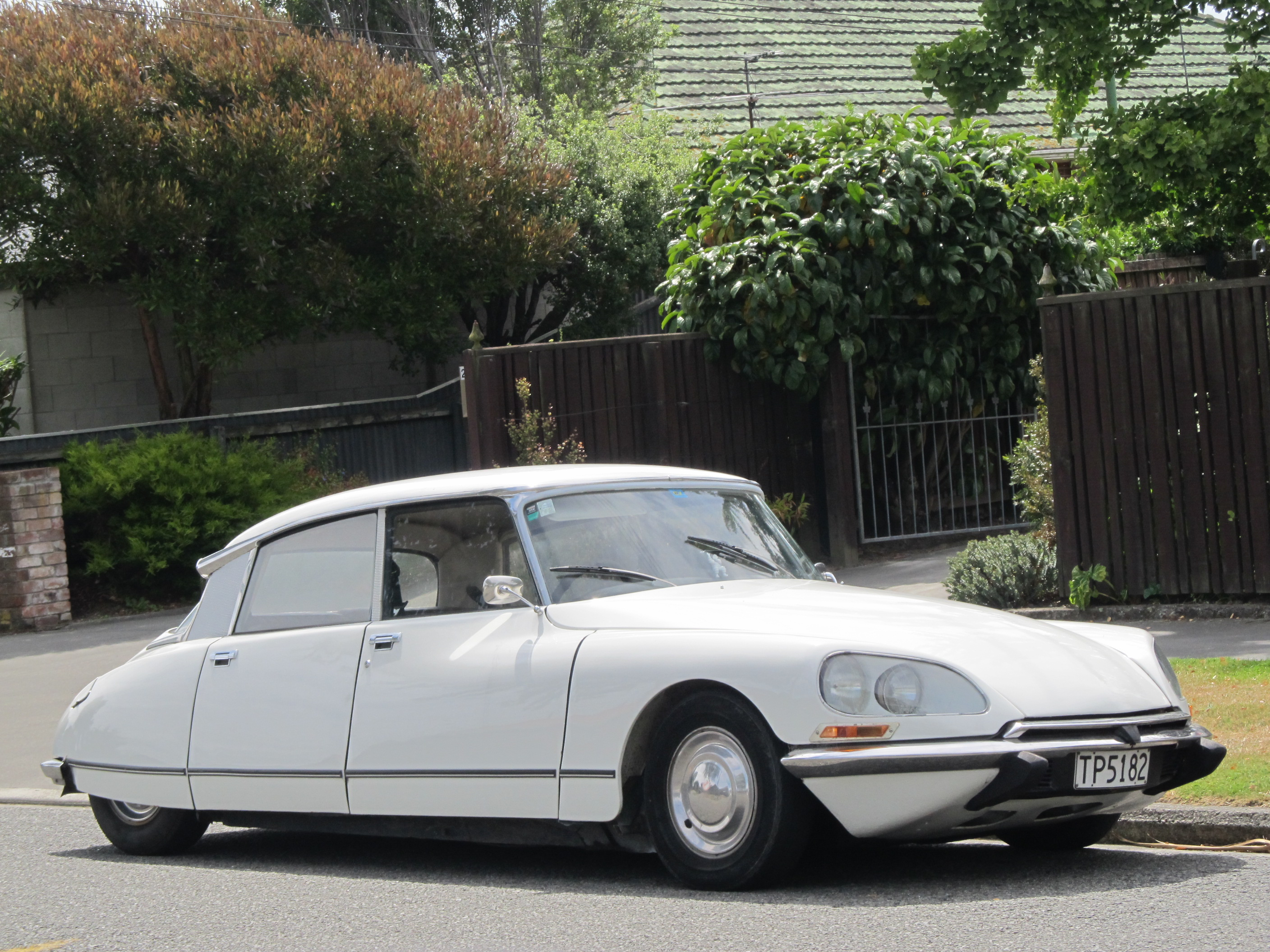
シトロエン・DS (1974)
駐車時には車高が下がる

DS（デ・エス）は、フランスの自動車メーカー・シトロエン（現ステランティス）が1955年から1975年まで製造していたアッパーミドルクラスの乗用車である。延べ20年間にわたり、フランス車の主幹軸を担うモデルとして第一線にあり続け、改良を繰り返しながら派生モデルも含めた合計で約145万5,000台（うちフランス本国生産は約133万台）が製造された。
本項ではDSのほか、廉価版の派生モデルである「ID」についても記述する。

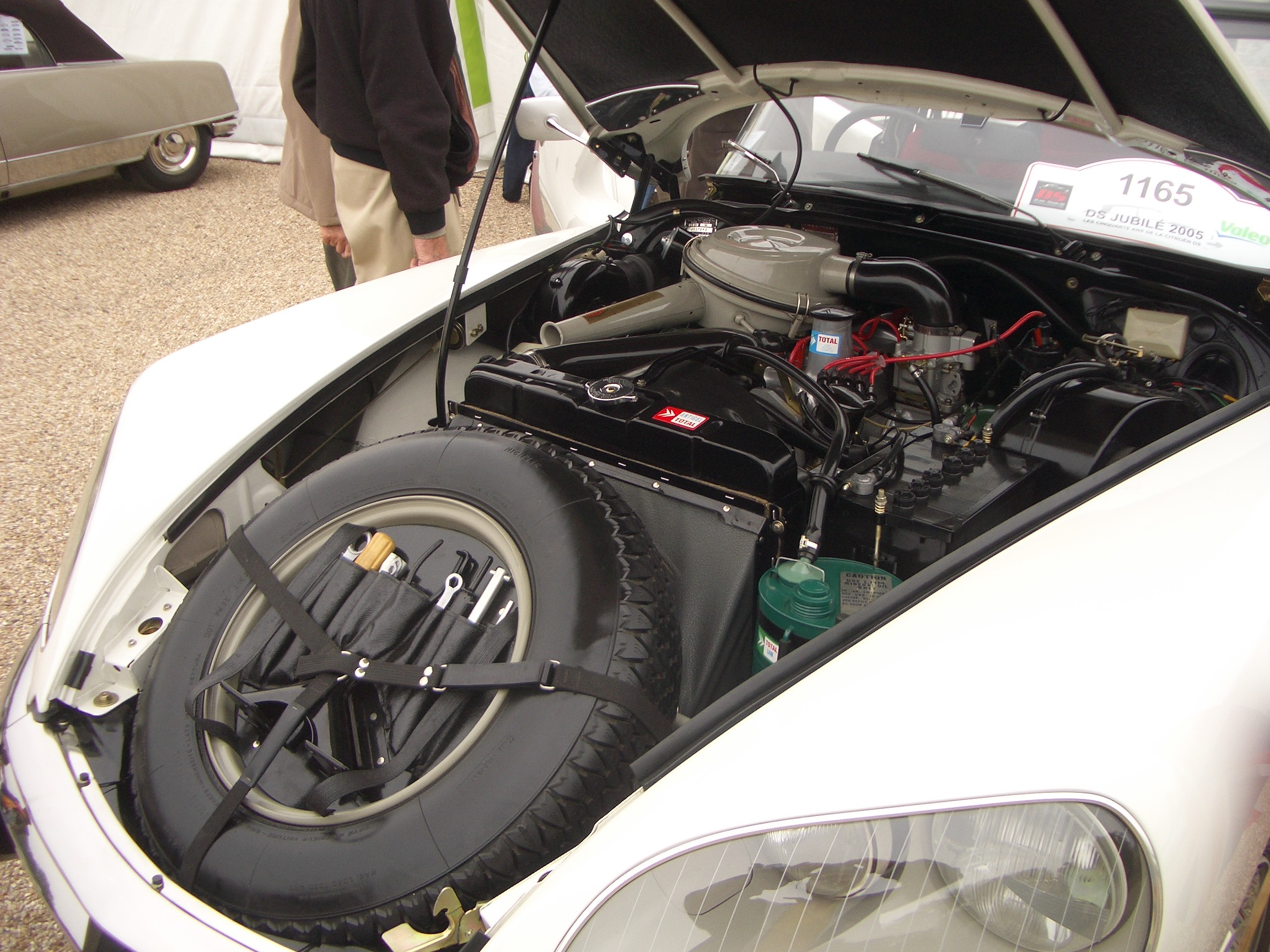
ボンネット内にはエンジンとスペアタイヤが収まる

## 概要
車名の「DS」の語源は、開発コードの省略形とも「Désirée Spéciale」（デズィへ・スペシアレ、特別な憧れ）の略とも言われるが詳細は不明である。同じ発音で「女神」という意味の「déesse」（デエス）を意味しているという説も根強い。
当時としては極めて先進的かつ前衛的な空力デザインと、油圧動力による一種のエア・サスペンション機構を中心に統括制御する「ハイドロニューマチック・システム」を搭載した特異なメカニズム構成で知られる。ハイドロニューマチックの油圧動力は、パワーステアリングや、ブレーキ倍力機構（フロントに当時最先端のインボードディスクブレーキを採用）、クラッチ動作を自動化したセミATの制御にも利用され、乗り心地と操縦安定性を高水準なものとした。その実、ごく一般的な量産車として企画開発され、本国フランスではタクシーや救急車などの特装車にも酷使されるような、ありふれた量販車種であった。
エンジンは旧型モデルから流用された1.9 L・OHVのロングストローク型水冷直列4気筒で、1960年代中期から新しいショートストローク型に置き換えられ、排気量も2.0 L - 2.3 Lに拡大されたが、水冷OHV直列4気筒のレイアウトは踏襲された。DS19の発売当初、1.9 L（1,911 cc）で75 HP、最高速度145 km/hだった性能は、1965年のDS19aでは2.0 L（1,985 cc）で88 HPに向上し、2.1 L（2,175 cc）、109 HPのDS21も追加された。その後、1972年の燃料噴射式の最終型となるDS23では2.3 L（2,347 cc）、141 HP、188 km/hまで向上した。
1999年には、全世界の自動車評論家や雑誌編集者などの意見を集めて選考された「20世紀の名車ランキング」であるカー・オブ・ザ・センチュリーにおいて、1位のフォード・モデルT、2位のミニに次ぐ第3位の「偉大な自動車」という評価を得た。

## 開発・販売過程

### 開発まで
シトロエンは1934年に開発された7CV「トラクシオン・アバン」で、初めて前輪駆動方式を採用した。量産モデルへの前輪駆動導入は世界的にも早い時期の試みであり、以後、シトロエンは乗用車はもとより商用車についても前輪駆動方式を積極的に導入した。
1930年代当時としては先進的な設計のトラクシオン・アバンシリーズは、当初の直列4気筒1,303 ccモデルの「7CV」に続き、1934年中に直列4気筒1,911 ccの「11CV」（当初7CV派生）、さらに1938年には直列6気筒2,867 ccの「15CV-six」が追加され、第二次世界大戦中の製造休止はあったものの、15CVは1955年、11CVは実に1957年まで生産されるロングセラーとなった。これを手がけた主任設計者は、ヴォワザン社出身の元航空技術者アンドレ・ルフェーブル（1894年 - 1964年）である。前輪駆動のほか、モノコック構造やトーションバーによる独立懸架機構などの先進的なメカニズムを多数導入した。
1934年、過大投資による経営難に陥ったシトロエンは大手タイヤメーカーであるミシュランの系列に入ったが、前輪駆動車の新たな模索は続けられていた。
1938年、当時のシトロエン社長ピエール・ブーランジェの指示によって、ルフェーブルはトラクシオン・アバンの後継車となるアッパーミドルクラスの乗用車開発を開始する。「VGD」というコードネームが与えられ、これは「Véhicule de Grande Diffusion」（大量普及自動車）の意で、トラクシオン・アヴァン同様に量産型乗用車として生産する意図ははっきりしていた。

### VGDの開発
ルフェーブルが打ち出した「VGD」コンセプトの趣旨は、おおむね次のようなものであった。
1. 安全性の追求
2. 居住性（乗員を路面の影響から隔てる）
3. 路面状況を問わないロード・ホールディングの能力確保
4. 空力面の追求

直後に勃発した第二次世界大戦の影響で開発は一時的に中断されたが、終戦とともに再開。その過程では、計画を推進してきた社長のブーランジェが1950年に事故死するアクシデントはあったものの、後を継いで社長となったロベール・ピュイズは引き続きVGD計画を推進し、ルフェーブルら技術陣は開発を続行した。
この時点でルフェーブルはさらに以下のような設計方針を提示した。
1. 軽量・低重心かつモダンで個性的な空力ボディを用いる
2. 前後輪重量配分を2:1とする
3. トレッドは前輪を広く、後輪を狭くする（ルフェーブルがシトロエン以前に在籍したヴォワザンのグランプリカーに倣った手法である）
4. サスペンションに革新的なシステムを導入する

しかし、その開発内容があまりにも複雑多岐にわたったため、シトロエンの戦後型主力車の開発は遅れた。その間に、プジョー・203（1948年）、フォード（フォード・フランス）・ヴデット（1949年）、ルノー・フレガート（1950年）、シムカ・アロンド（1951年）と、競合メーカーから1,200 - 2,300 cc級の戦後型中・上級車が続々登場した。それらのフラッシュサイド・ボディ（車幅を有効に用いるため、側面をフラットにして室内容積を広げたデザイン）の新車群に与して、独立フェンダーと外付けヘッドライトの旧態依然としたトラクシオン・アバンは、1950年代に入っても延々と生産され続けていた。
戦後型の大型シトロエン車であるVGDが、トラクシオン・アバン15CVに代わる上級車「DS」として発表されたのは1955年のことで、フランスの自動車メーカーでは戦後最後発の上級車であった。しかし、結果としてシトロエンはこのDSをもって、競合各社を突き放すことになる。

### 生産開始後
1955年10月5日にパリサロンで発表されたDSは「異次元の自動車」との噂が立ち、公開からわずか15分で743件の受注、その日1日で1万2,000件あまりのバックオーダーを獲得した。

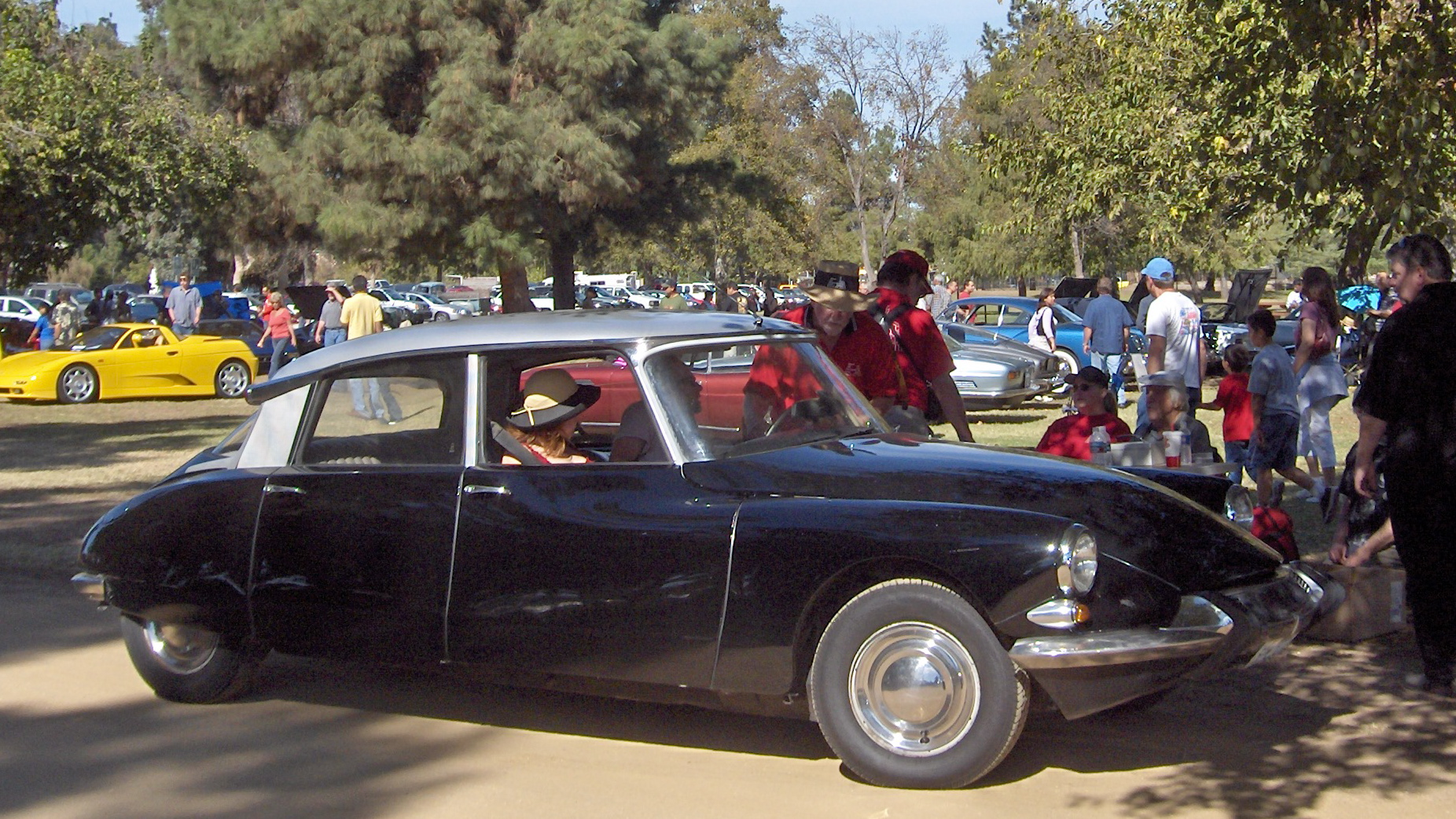
ID19のサイドビュー

1957年のトラクシオン・アバン（廉価帯の11CV）生産終了に伴い、その代替としてDSの仕様を簡素化した廉価型「ID19」が登場した。「ID」はフランス語読みで「イデー」、同発音の「Idée」（イデアの意）とかけたネーミングである。DSのエンジンをデチューンし、サスペンション以外を一般的なMT、通常型ブレーキとし、操舵倍力機構を省略したものだった。この結果、DS/IDシリーズはシトロエンの中 - 上級レンジを一手に担う車種となった。1958年にはワゴンタイプの「ブレーク」ほかも発売された。
最大のライバルであるプジョーの上級車種展開は進まず、1960年代前半まで1,600 cc級が上限で、2,000 cc級投入は1968年の「504」を待たねばならなかった。こうした事情もあって、DS/IDシリーズは競合モデルのルノー・フレガート、シムカ・アリアーヌ8を退けてフランスの上級車市場に君臨し、シャルル・ド・ゴール大統領以下、政府首脳の公用車にも広く用いられた。
生産はフランス本国の他、ベルギー工場、およびイギリスのスラウ工場でも行われた。スラウ製のDSシリーズはイギリス市場向けの右ハンドル仕様となる。

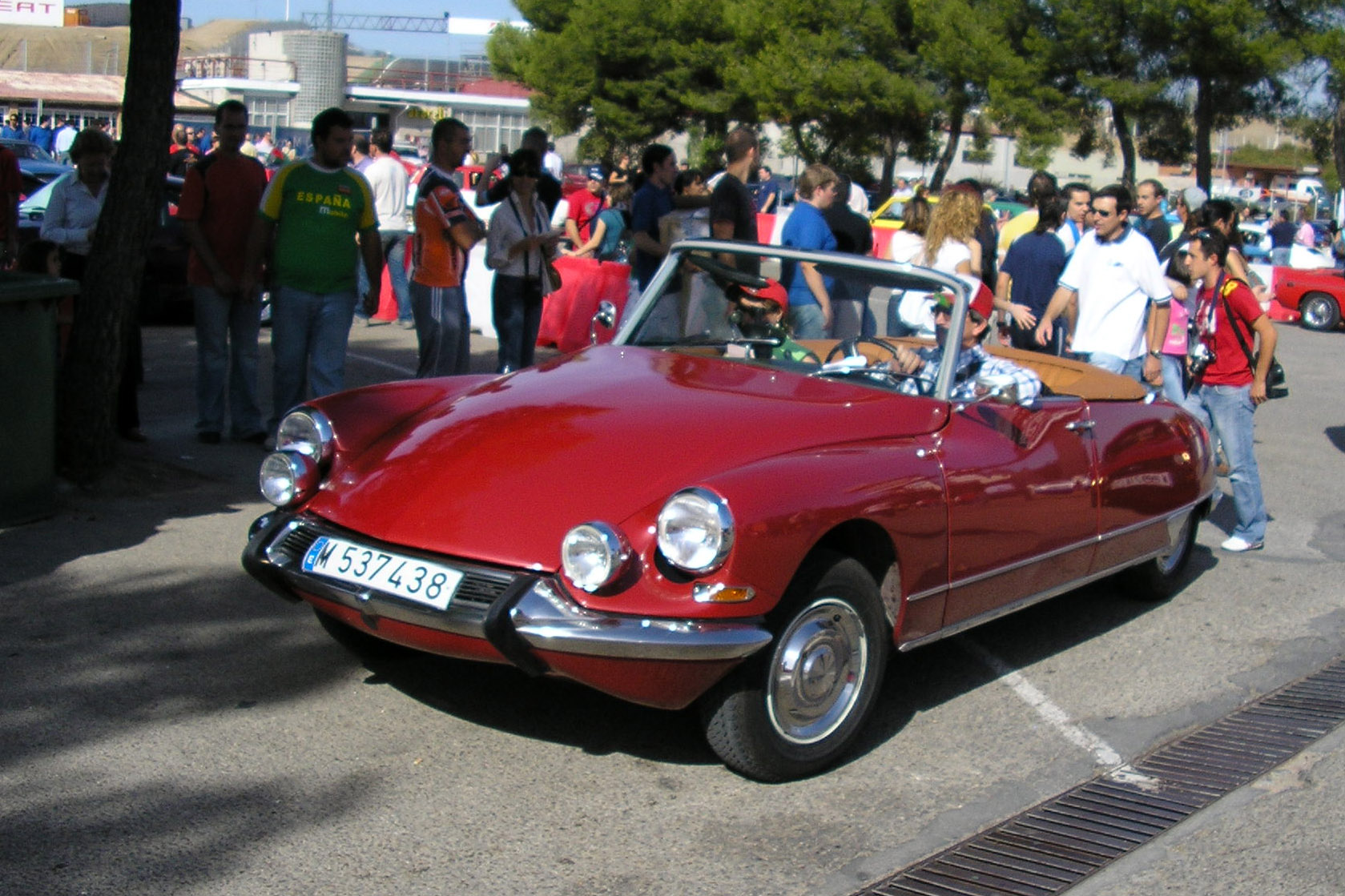
DS19 デカポタブル

1960年には従来の6V電装から12V電装へと変更。1962年9月にはマイナーチェンジが行われ、ノーズ部分の形状を若干変更し、換気機能を改良した。1964年には内外装を加飾した「DS 19パラス」が発売される。
1967年にはビッグマイナーチェンジが行われた。最大の変化は、それまで固定式の砲弾型2灯（パラス仕様は外付け式の補助灯2灯が追加）であった前照灯を、それらを包括してガラスカバー付きの4灯式コンビネーションライトとしたことである。ガラス内面に刻まれた縦縞は単なる印刷意匠であり、除湿や防爆等の機能はない。このデザインはシトロエン傘下のメーカー、パナール・ルヴァッソールが1963年に発売した850 ccクーペ「パナール・24C」に先行して用いられたモチーフであった。
この「猫眼」と称されるライトのうち、外側灯は一旦強固な左右バーで直結された後サスペンションに通じたリンクで吊られ、車体のピッチング挙動に連動し、常に水平（設定した光軸方向）を保ち、内側2灯（ハイビーム時のみ点灯を選択できるドライビングランプ）はステアリング角度に遅滞なく連動して左右に首を振って常に進行方向を照らすもので、電子回路やアクチュエータを用いない純機械式のディレクショナルライトである。リンクにより旋回方向内側灯の方が大きく振る構造である。首振りライトはタトラT77aやタッカー・トーピードでの先行例があるが、DSでの採用は特に有名になった。S字フックやネジで分解・調整が非常に簡単で整備性は良好であった。猫目の樹脂製ハウジング内面には成形扉があり、これを開けて内面やレンズを清掃できる。
1970年にはマセラティ製の強力なV型6気筒エンジンを搭載した高性能クーペ「SM」がシトロエンの最高級車として開発されたものの、シトロエンの上級主力モデルはなおもDSであった。
改良を繰り返して長期生産されたDSであったが、シャシや駆動系の設計が古い上に室内のスペース効率も悪く、さらには部品点数、精度管理など生産効率に関する制約が余りにも多かったことから、1970年代に入ると市場競争力の面で不利になっていった。1974年、よりモダンで穏健な設計の「CX」がDSの後継モデルとして発売され、一時的に両車は併売されたが1975年にDSは主力生産を終了し、翌1976年には救急車などの特装車も生産を終了した。
生産終了から34年が経過した2009年、同年発表された新型車「DS3」にてDSのネーミングが復活し、2015年にはグループPSA（現・ステランティス）の新ブランド「DSオートモビルズ」として独立するに至った。

## 日本における販売

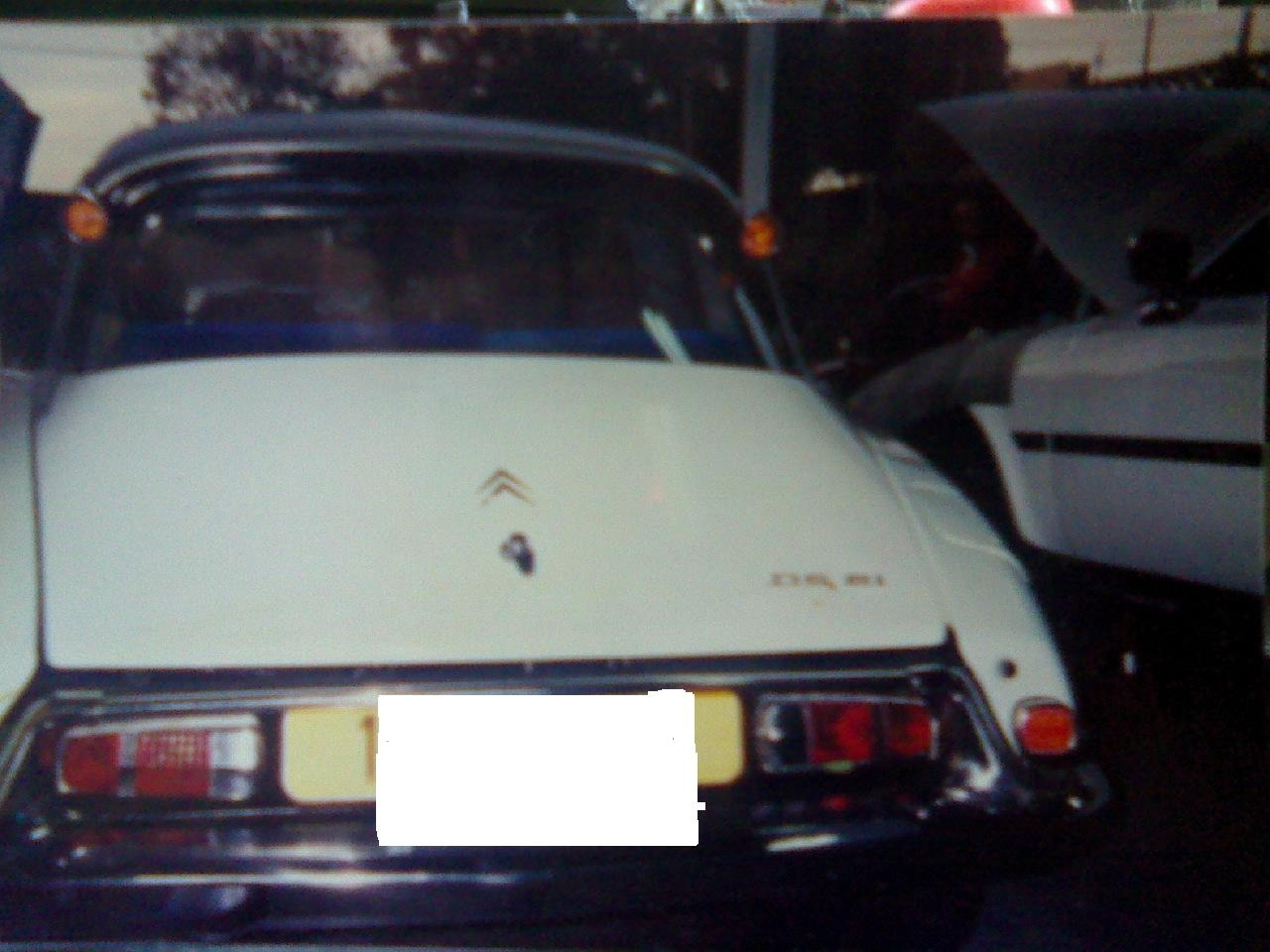
DS21パラスのリア。日本のナンバープレートが収まりきらないことがわかる

日本におけるDSの輸入は、デビュー当初から当時の富裕層のために数社のディーラーによって行われたが、その複雑なメカニズムのために整備可能な熟練メカニックは数名であり、ハイドロニューマチック関連の修理は困難をきわめた。日本全国に数台しか存在しないDSにトラブルが生じる度にそれらのメカニックがチームを組み、出張旅費や修理終了するまでの滞在費をディーラーが支払い、修理費用の他にそれらの諸費用もオーナーに請求されたという逸話も存在する。
上記画像の後部ナンバー装着にあたっては、関西日仏自動車などのディーラー車はバフ仕上げのステンレスバンパーを1台ずつ板金して中央部に蹴込みを設け、日本仕様の寸法でも収まらせて視認できるように改善していた。

## スタイリング
ボディサイズは全長4.81 m、全幅1.8 m、全高1.47 mという、1950年代中期のヨーロッパ車としては異例の大型である。エクステリアデザインを手がけたのは、シトロエンの社内デザイナーでトラクシオン・アバンや2CVのデザインも手がけた、イタリア人のフラミニオ・ベルトーニである。
ボディ部分は応力を負担せず、最低限の強度骨格のみを構築してその外側にパネルを装着するスケルトン構造としている。このあたりの手法は、当時まだラダーフレームを用いてボディを別構造としていたアメリカ車などに似ているが、軽量化と剛性確保は十分に配慮されている。
ボディパネルは部位により硬軟が使い分けられ、ボンネットはアルミ製である。屋根部分は強度部材である必要がないため、低重心化を狙って当時最新の軽量素材である繊維強化プラスチック（FRP）を用いた。屋根部分は初期には色が薄く、日光を一部透過するほどであったが、後には徐々に不透過性に改められている。

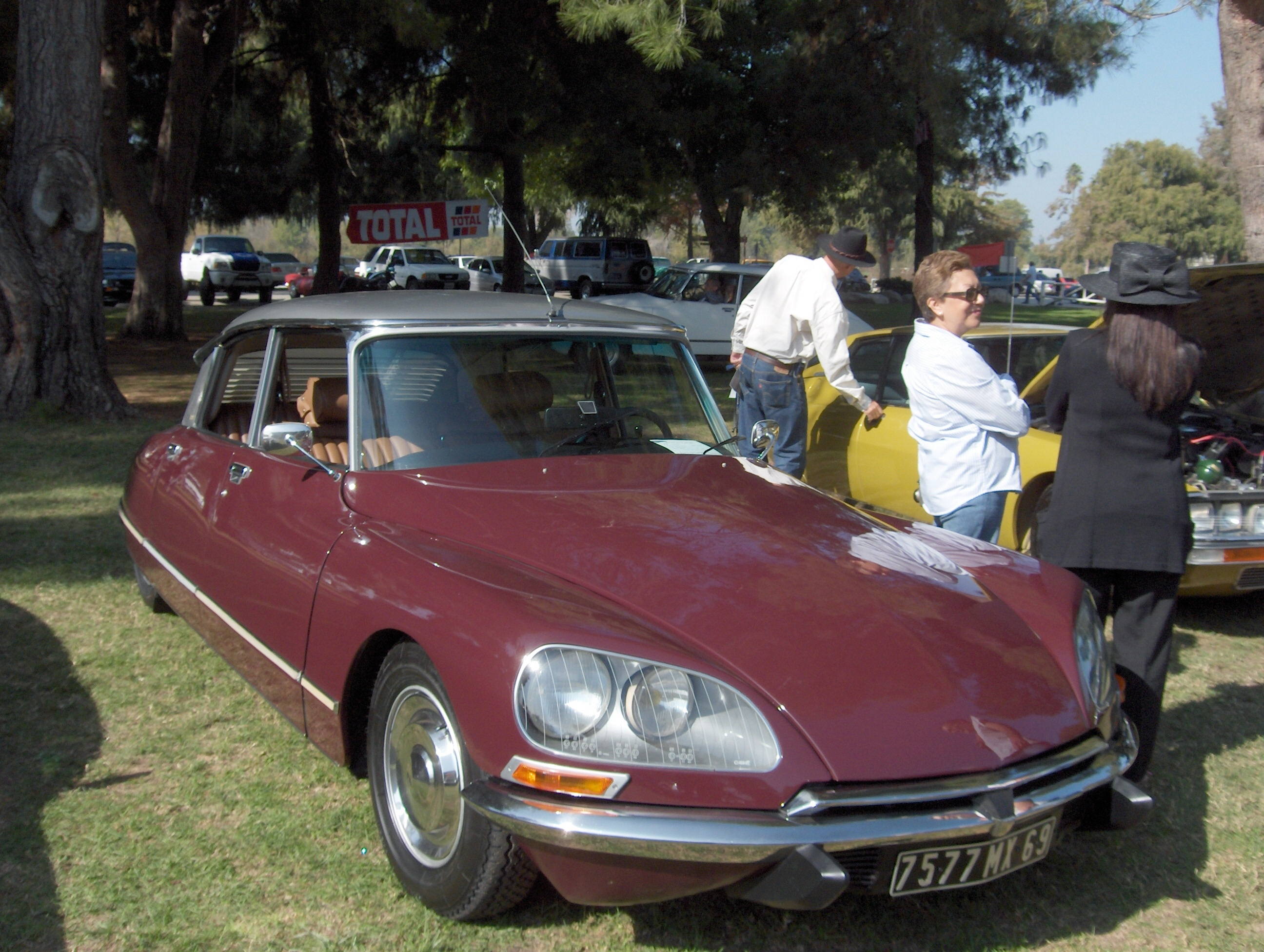
DS23 パラス（1974年式・後期型）

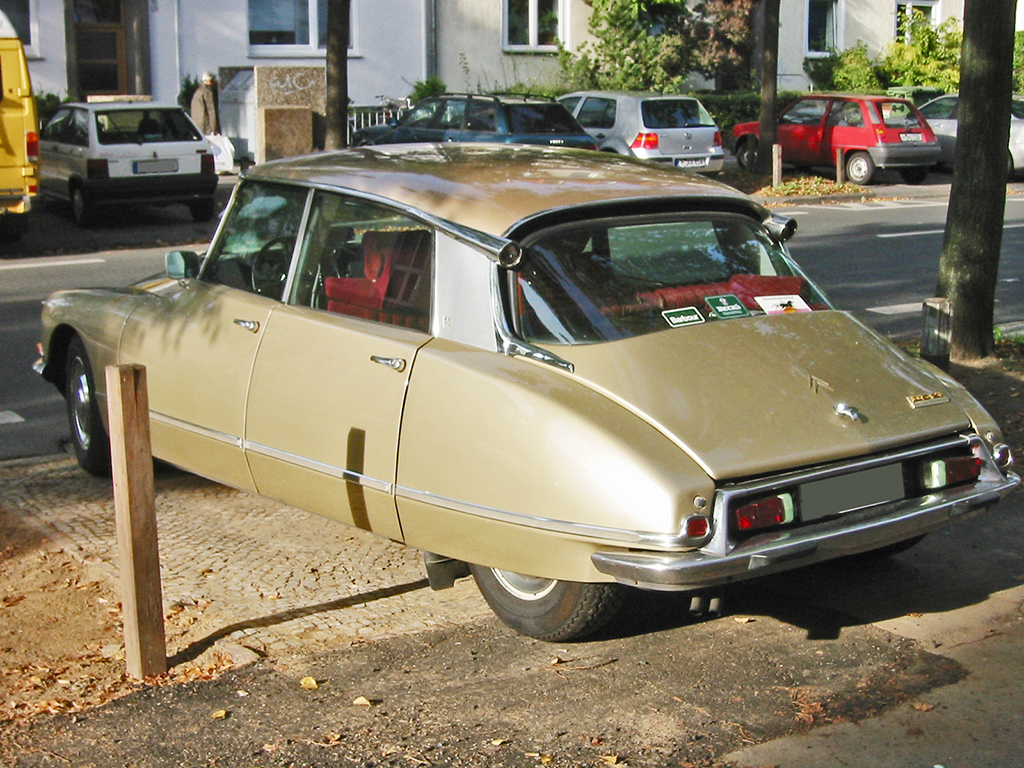
DS（後期型）のリアビュー。

ベルトーニは、トラクシオン・アバンのスタイリングに改変を加え、さらに極度に徹底して流線形化することでDSのデザインを作り上げたとされるが、結果的には他のあらゆる自動車と隔絶し、「宇宙船」とまで評されたデザインを実現した。それは1955年当時において最も進歩した空力デザインのひとつでもあった。
ボディは箱形断面形状のサイドシルにより下膨れにせざるを得なかった。サイドウィンドウは平面ガラスであるが、前後で角度を持たせてデザイン上の破綻を回避している。サッシュレスドア、モール抜きのガラスから鉄部境界にかけての処理も当時としては抜きん出ていた。
フロントノーズは低く尖ったグリルレスのデザインで、半埋め込みのヘッドライトともども空気抵抗を抑制している。これを「牡蠣のような」と表現した小説もあった。スポーツカーでもこれほど思い切ったデザインは1960年代以降にならないと一般化せず、4ドアの大型乗用車でありながら、権威を伴った装飾としてのラジエーターグリルがないその外観は、1950年代の民衆にとっては驚嘆の対象であった。1953年のスチュードベーカー・スターライナー・クーペ（レーモンド・ローウィ事務所のデザイン）の影響を指摘する声もあるが、実際にはそれよりはるかに未来的である。
ルーフおよびトランクは後方へと低く垂下し、テールは細く窄まって、テールライトがコンパクトに収められていた。リアウィンドウがかなり垂直に近い立て方になっている点が、数少ない時代相応ともいえる部分である。ドアは窓枠のないサッシュレスタイプとしてスマートに仕上げ、ドアを閉じた際の気密性は車体側のゴムシールで確保している。幅広のCピラーは横縞の入ったアルミ板で覆われ、デザインのアクセントになっている。ルーフ後端とリアウィンドの段差は生産性に寄与し、空気の渦を抑制する役割を持つ。
スケルトン構造を生かし、許容される隙間をやや大きく取ってゴムブッシュとメッキモールを適所に用いることで、チリ合わせが厳密でなくても差し支えないデザインに仕上げられているのは、巧みな生産性対策である。トランクフードが開いた状態でも運転席からの後方視界にほとんど支障がないように設計され、リアフェンダーはボルト1本を外すだけで脱着が可能である。
フロントバンパーは大きな曲線を描いており、その先端に装備されたオーバーライダーが前方の障害物に接触していなければ、ステアリングの据え切りをいっぱいに行うことで、駐車位置からそのままバンパーを前方にぶつけることなく脱出することができるようになっていたという。リアのCピラー上部に装備されたリアウィンカーランプは、設置場所こそ風変わりだが、高い位置に付いているため後続車からの視認性は高かった。このウインカー外部は1960年までIDでは赤プラスチックであり、DSではステンレス製であったが、同年以降はDS・IDともに同一のステンレス製となった。

### 内装

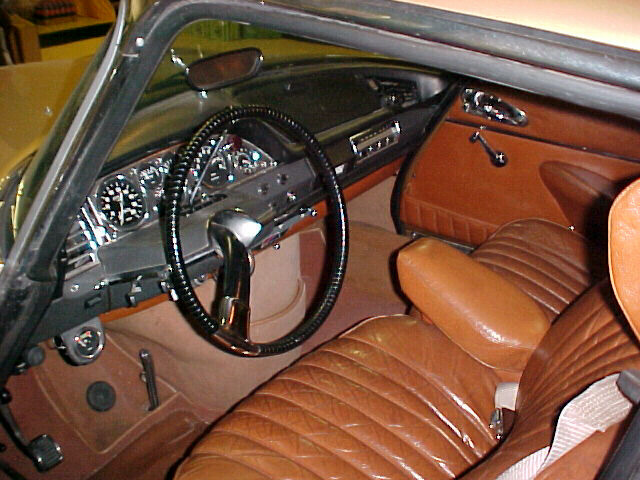
1本スポークのステアリングが特徴的な内装

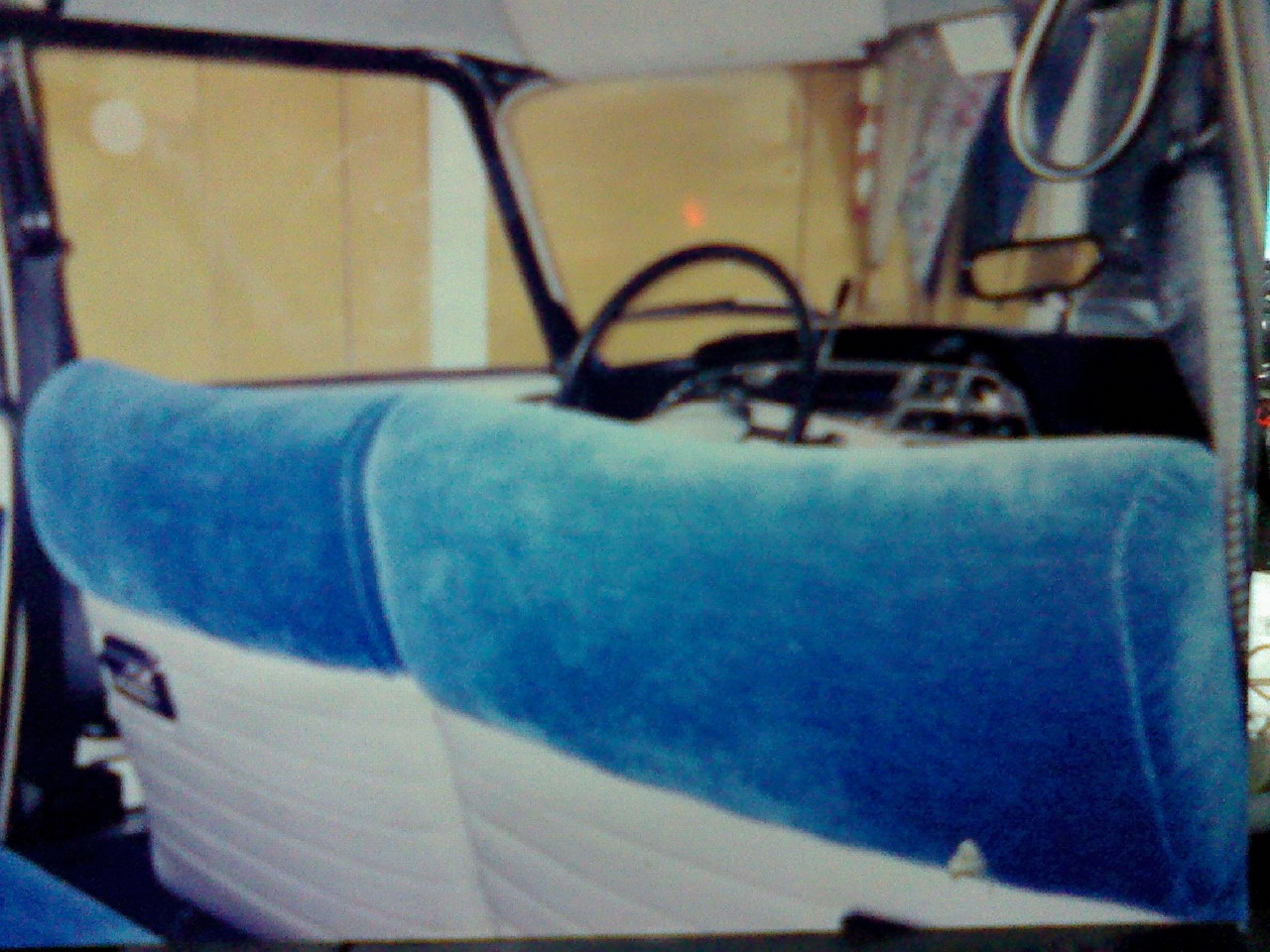
1968年DS21パラスの内装、青のモケットと白のビニールレザー。

1955年当時、まだ内装用の材質としては一般的でなかったプラスチックやビニールを多用していた。また、白系統など従来では考えられなかった大胆な色遣いを行い、材質の弱点を目立たせない工夫がなされていた点でも、高度なインダストリアルデザインであった。ダッシュボードには連続した曲面デザインを用い、1本スポーク支持のステアリングともどもモダンな印象を狙っていた。しかし、1969年以降の後期型では黒系統・直線基調のビジネスライクなダッシュボードに移行してしまった。
ステアリング・ホイールの1本スポークの位置には厳密な指定がある。これは正面衝突時、ステアリングにぶつかったドライバーを車内の中心方向に逃がすためである。直立時において、左ハンドル車では時計でいう8時の位置、右ハンドル車では4時の位置になる。
シートはウレタンフォームを大量に用い、ベロア系生地の表皮を与えた贅沢な構造である。ソファのように身体が沈み込むゆったりとしたシートと、ハイドロニューマチックの組み合わせによって、しばしば「雲にでも乗っているような」「船のような」などと形容される独特の乗り心地が実現された。のちにシート生地にはビニールレザーも用いられ、「パラス」など中期以降の上級モデルでは、革張りシートもオプションで装備された。革の色は黒色とタバコ葉色の2色である。

## 派生モデル

### ワゴンモデル

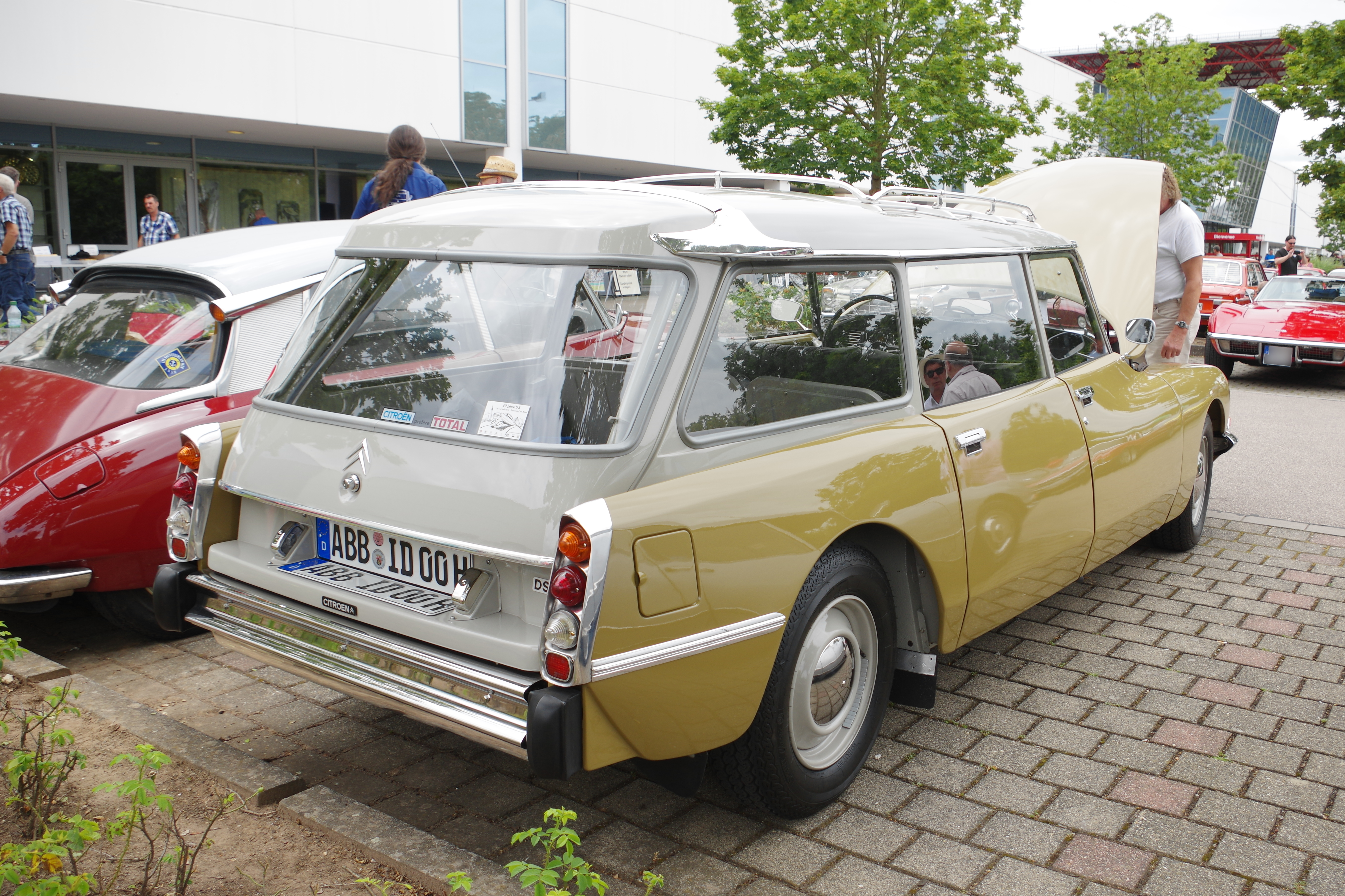
DSブレーク（後期形）

1958年、IDをベースとしたワゴンモデルが発表された。屋根を高めに取り、上下2分割式テールゲートと両側フィンにテールライトを縦並びにしたデザインは、当時のアメリカ製ステーションワゴンの影響が著しい。
座席バリエーションによって名称が分かれていた。2列5人乗りで後席折り畳み仕様とした商用メインの「コメルシアル」(Commércial)、コメルシアルの荷室に横向きのジャンプシート2座を追加した「ブレーク」、3列目の3人がけシートを装備して8人乗りとした大家族向けの「ファミリアール」の3種類である。
これらのワゴンモデルはのちにDSバージョンも追加されて1975年まで生産され、優れた機能性と長距離走行に適した性能から高い人気を保った。イギリスでは「サファリ」(Safari)の愛称で販売され、イギリス車にはほとんど類例のないキャラクターから高級ワゴンとしてやはり人気があった。
大きな荷重に対しても自動的な車高調整で一定の姿勢を保てるDS/IDのメカニズムは、ワゴンモデルにはことに適していたといえる。車高調整機能を駆使することで、停車中には荷室床面を低くして荷物の積み卸しをしやすくすることも可能だった。
また、コメルシアルをベースに後席を2:1可倒式として担架搭載可能とした救急車仕様の「アンビュランス」も製造された。DSのスタイリング・デザイナーであるフラミニオ・ベルトーニは1964年2月に脳溢血で急逝したが、このとき彼を病院に搬送したのはDSの救急車であったという。

### DSデカポタブル
1958年頃から、フランスのカロシェ（ボディ架装工房。イタリアにおける『カロッツェリア』と同義）であるアンリ・シャプロン等が、DSをベースにした豪奢なオープンモデルの「デカポタブル」(Décapotable、コンバーチブルの意)を注文生産するようになった。強固なフロアパネルによって剛性を確保しているDSは、屋根部の強度を度外視でき、またスケルトン構造によってデザインの自由度も高いことを生かしたアイデアである。
長大なボディとホイールベースはそのままに客室部を縮め、2+2の座席を合わせた贅沢なレイアウトは、第二次世界大戦と戦後の高級車への禁止税的税制によって軒並み壊滅した往年のフランス車、すなわちブガッティ、ドライエ、ドラージュ、ヴォワザン、サルムソン、タルボ等々を彷彿とさせ、非常に魅力あるスタイルであった。シャプロンは戦前、フランス製高級車のボディ架装を多く手がけた名門カロシェである。
前述の高級車メーカーが過去のものとなった1950年代後半のフランス自動車界では、量産車とは別格なステータスのある国産高級車は唯一、クライスラー製V8エンジンを搭載したファセル・ヴェガしか存在しなかった（そのファセルも1964年には倒産している）。ゆえにDSデカポタブルはフランスの上流層から歓迎された。
当初はシトロエンの正規モデルではなかったものの、ほどなくその好評ぶりに対応するかたちで、1960年には正式なカタログモデルとなった。架装は引き続きシャプロンが担当し、DS21への移行後も後継となるSMが発売された直後の1971年まで、合計1,375台が限定生産された。価格は通常型DSの2倍という超高額であった。
アンリ・シャプロンは、この他にDSのリムジン仕様とも言うべき「DSプレスティージュ」(Prestige)を製作している。前後席間にガラスの仕切りを入れ、カーエアコンやステレオを装備した特装車だが、価格は通常型DSの2～3割増程度でさほど高価ではなく、公用車やハイヤーなどに好んで用いられた。

### 大統領のDS

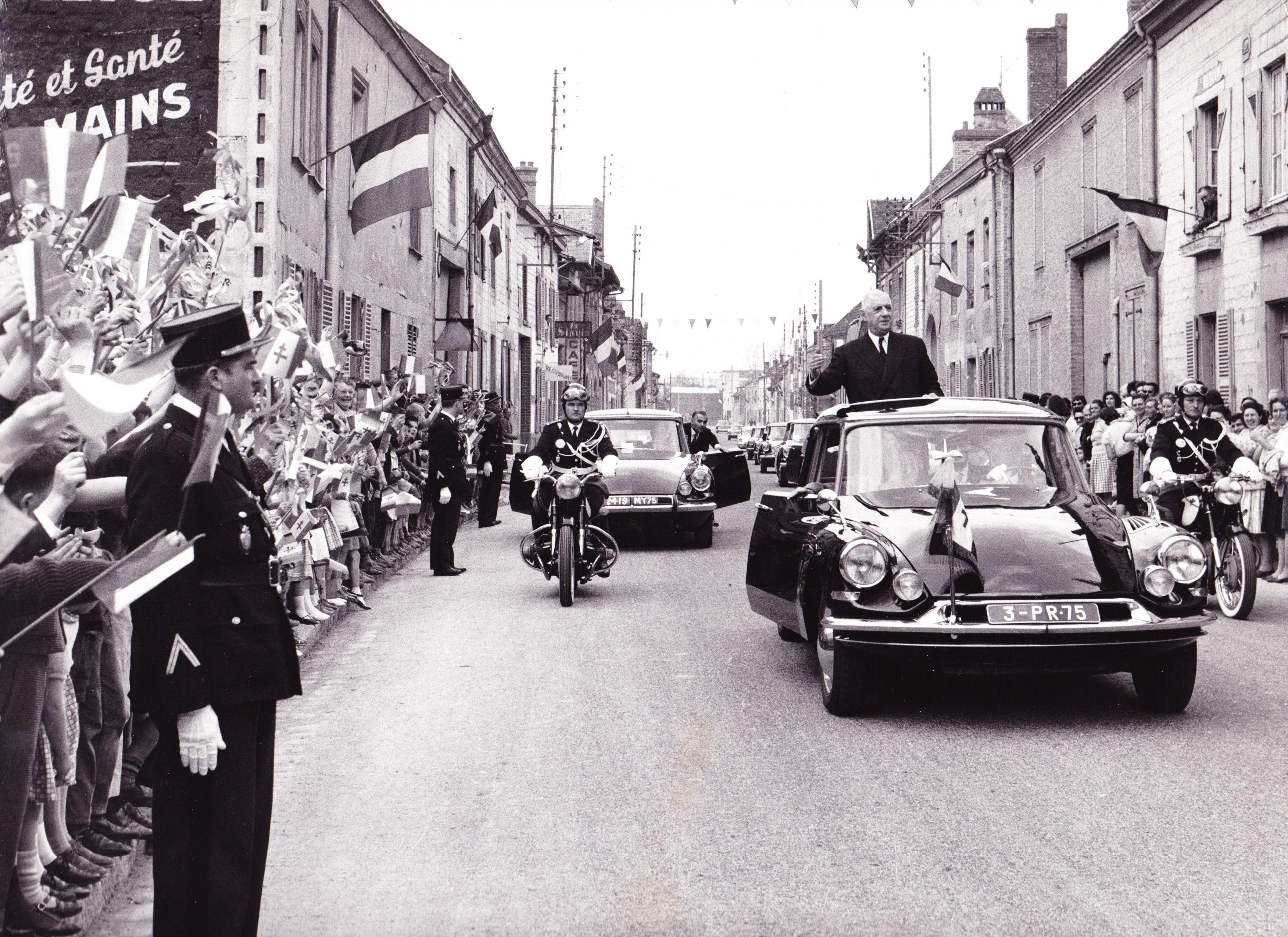
大統領のDS（この写真のDSの車上に上半身を見せているのはシャルル・ド・ゴール）

DS/IDはフランス政府機関の公用車として広範に用いられ、政治家にも常用する者が多かった。フランス第五共和国大統領のシャルル・ド・ゴールもその1人であり、あらゆる公式行事に際してDSを利用したことで知られる。
ド・ゴールのアルジェリア政策に反対する過激派軍事組織「OAS」は彼の暗殺を企て、1962年8月22日夕刻、パリ郊外プティ＝クラマールの路上で、ド・ゴール夫妻の乗車したDS19を機関銃やサブマシンガンなどで襲撃した。両側面および後方から発射された弾丸はド・ゴールの頭をかすめ、リアガラスを粉砕してボディに穴を開け、片方の前後輪をパンクさせた（検証では襲撃現場で銃弾の薬莢187個が確認され、DSには14発が命中していたという）。しかしDSは、ハイドロニューマチック・サスペンションと前輪駆動による無類の安定性に加え、専属運転手フランシス・マルーの巧みな運転技術によって、片前輪がリムだけとなった3輪状態で走り続け、速やかに現場を脱出した。ド・ゴール夫妻は無傷であり、OASの襲撃は失敗に終わった。
このプティ＝クラマール襲撃事件の逸話は、フレデリック・フォーサイスの小説をフレッド・ジンネマン監督が映画化した『ジャッカルの日』の冒頭でリアルに再現されている。なお同作冒頭では閣僚を迎えるため、大統領官邸の車回しに漆黒のDSが並ぶ豪奢なシーンを見ることもできる。

#### プレジダンジェル（大統領用特装リムジン）
1968年11月には車体を大型化し、防弾・装甲装備を大幅強化した大統領専用の特別仕様車「プレジダンジェル」が作られ、任期末期のド・ゴールに続いて後継の大統領となったジョルジュ・ポンピドゥも使用した。
全長6,530mm、全幅2,130mm、ホイールベース3,780mmというアメリカ製リムジンにも比肩するサイズで、総重量は2,660kgに達した。厚い防弾ガラスを装備することから、通常のDSとは異なりサッシ付きのドアを持つ。
エンジンは同時期のDS21用の2,175ccでトランスミッションは4速であるが、この車の目的から低速での長時間走行を想定したギヤ比にしてある。発電機とバッテリーは2系統あり（35A×2）、一方は後席エアコン専用である。スペックの詳細は不明だが、運転席の写真からはマニュアルトランスミッションであると推定される（「Le Double Chevron」No 15 1966年冬号による）。
構造は本格的なリムジンのそれで、運転席と客席の間が曲面ガラスで区切られ、客席中央に随行員用の折りたたみシートを備えていた。後席にはバーとハッチが装備され、2個のボトルとグラスが用意されている。
車体先端両脇には装飾の国旗を立てることが可能で、これはバンパーから照明された。普段は右側に自国旗（フランス三色旗）を立てるのであるが、外国からの国賓乗車時には右に相手国旗を取り付けるため、フランス国旗は左側に立てられる。また、ボンネット先端部には同心円トリコロールの飾りが付く。
外装はド・ゴール夫人の趣味により、グレー系のツートーン（ボディ＝Alizé Grey、ルーフ＝Silver Grey）に塗装されていた。

## ラリーでの戦績

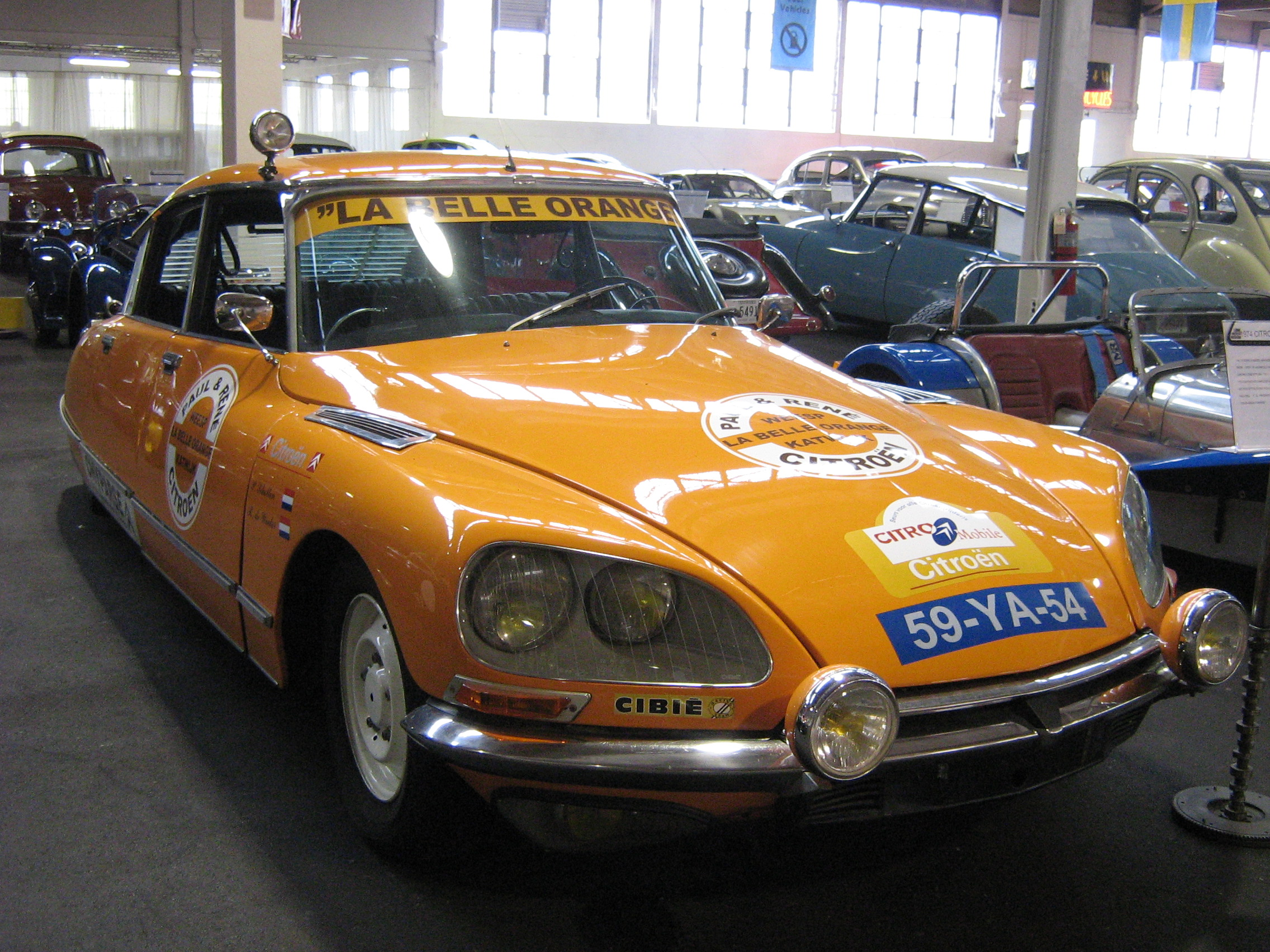
ラリー仕様のDS21

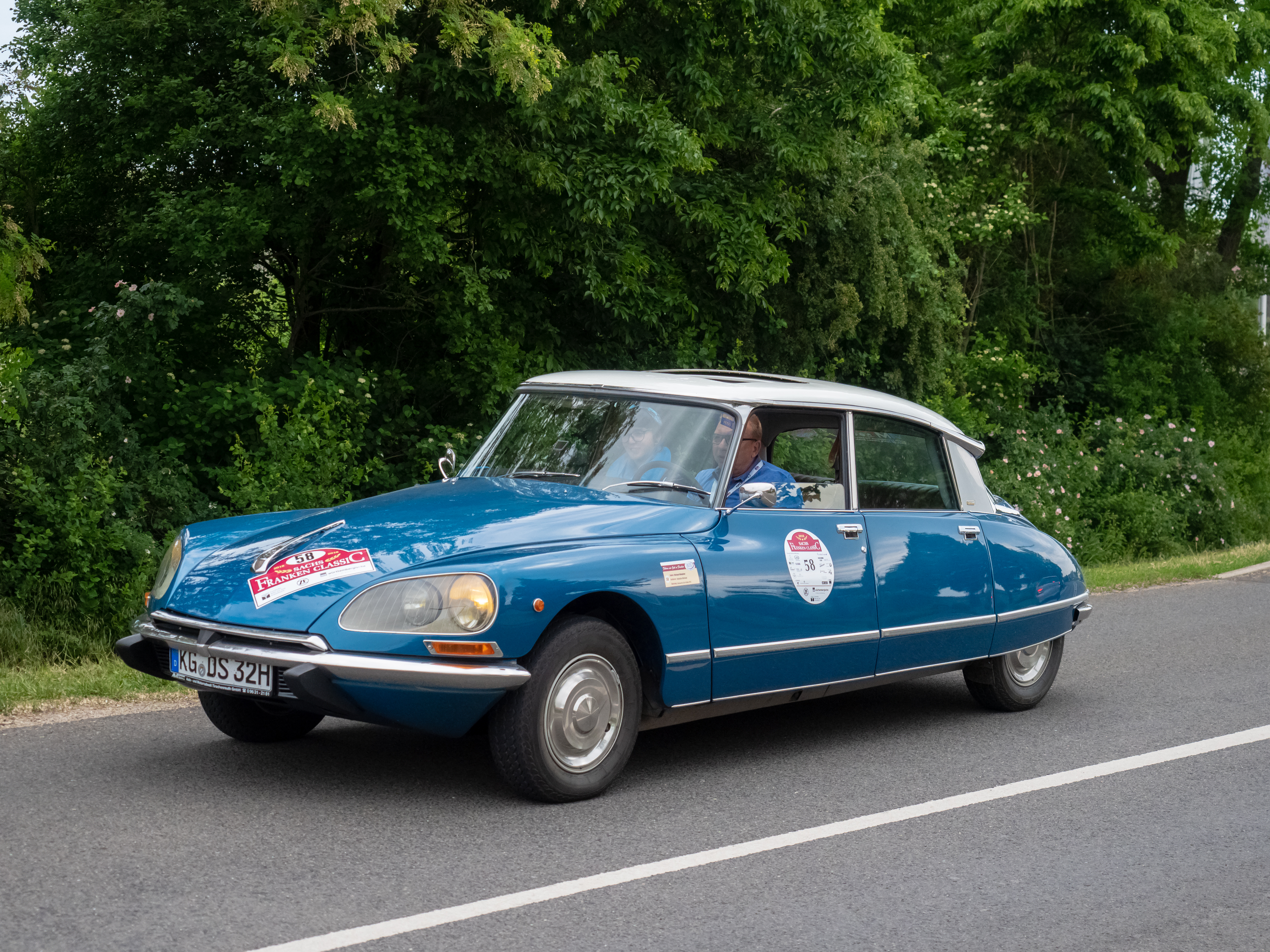
クラシックラリーに参戦するDS23

アンダーパワーかつ巨大な車体のため、ハイパワーや小回りを活かした機動性などとは無縁なDS/IDシリーズであるが、一方でモータースポーツにおいても好成績を収めている。低重心構造によってもたらされる高い操縦安定性と、ハイドロニューマチックによって確保されるサスペンションのしなやかさ、低ミュー路面における前輪駆動の優位性などの要素から、特にラリーにおいて真価を発揮した。
プライベーターたちの手で、登場翌年の1956年には早くもラリー・モンテカルロに出場。1959年にはポール・コルテローニの、ほとんどノーマル状態に近かったID19が優勝した。1960年からはシトロエンのワークス・チームがDSで活動を開始、優勝こそ多くなかったが、1963年のモンテカルロでの総合2位、1964年のアクロポリス・ラリーでの2位など、多くのラリーで上位入賞する好成績を挙げた。
1966年には高速型の新型エンジンを搭載したDS21が登場、ラリーにも投入された。この年のラリー・モンテカルロでは、パウリ・トイポネンのDS21が総合優勝しているが、これは1位から3位を独占したイギリスのミニ・クーパーSが灯火レギュレーション違反で失格となり、4位のDSが繰り上げ優勝となったものである。
この時期になると競合チームの性能向上も著しかったことから、シトロエンではDSのラリー・フィールドを、北アフリカ等での耐久レースに移行させることにした。もともと長距離走行を得意とするDSは、モロッコ・ラリーなどの過酷な環境でタフネスさを発揮した。
1969年には、DSの全長をホイールベースともども強引に大幅短縮し、低いルーフのクーペボディを与えた軽量なスペシャルが製作された。このDSクーペは1969年のモロッコ・ラリーでデビューし、従来型のDSとともに4位を除く1位から6位までに入る成功を収めた。DSによるラリー活動は、生産期間最終期にあたる1970年代中期まで続けられた。